# Tanytarsus spinulosus
Tanytarsus spinulosus är en tvåvingeart som beskrevs av Jean-Jacques Kieffer 1926. Tanytarsus spinulosus ingår i släktet Tanytarsus och familjen fjädermyggor. Inga underarter finns listade i Catalogue of Life.